# Träskor

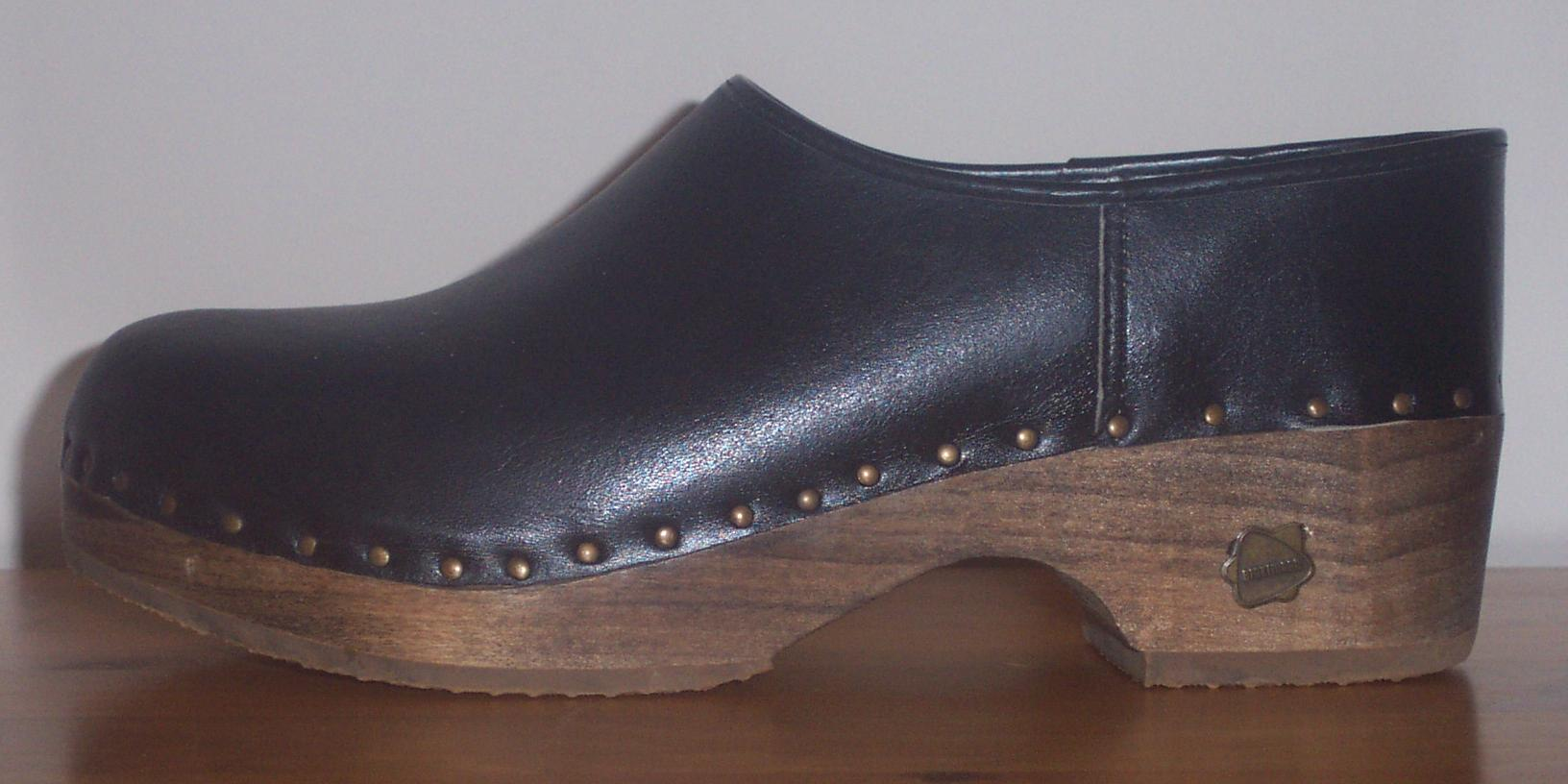
Träsko med ovandel i läder.

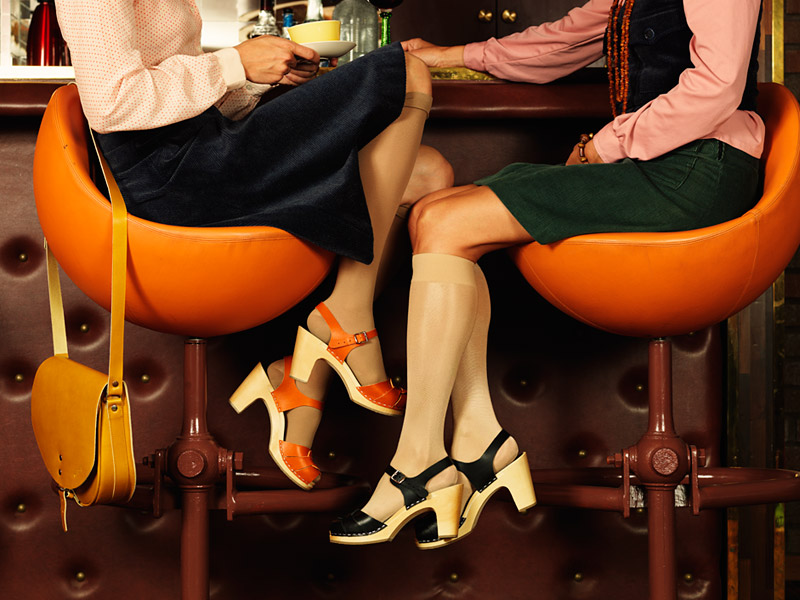
Träskor.

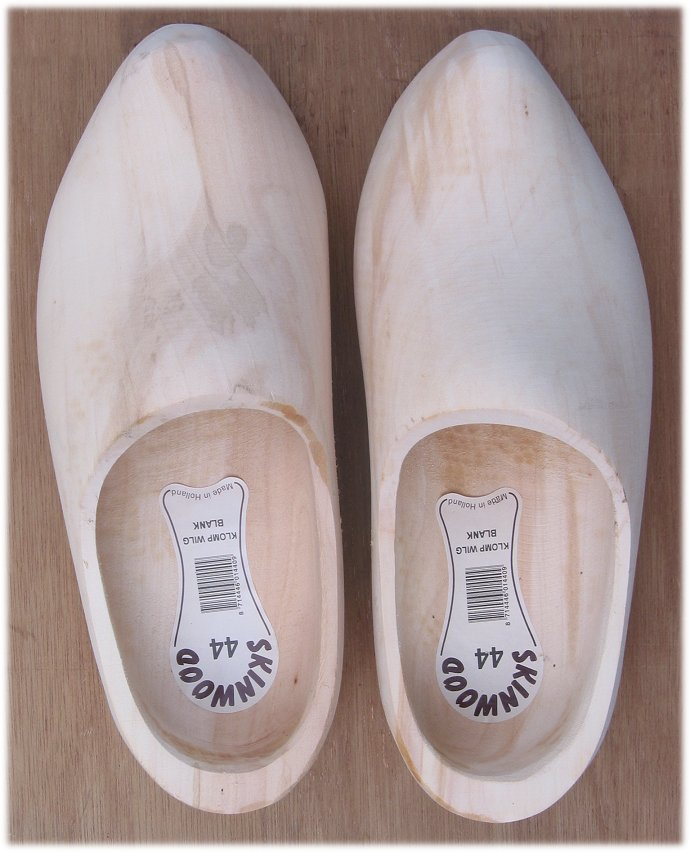
Nederländska träskor.

Träskor eller trätofflor är skor gjorda helt eller delvis av trä.
Som material till träskor används vanligtvis al, men även björk och bok.

## Historia
Träskons ursprung och exakta ålder är osäker. Det antas att träskor funnits i Sverige sedan 1500-talet. En föregångare är franska sabot som omnämns under 1400-talet. Träskotillverkning var ett sätt för småbrukare att få extrainkomster, särskilt under vinterhalvåret. När industrialiseringen tog fart i början av 1900-talet och fler fick råd med läderskor blev träskorna mindre vanliga. De gamla träskorna ersattes nästan helt med trätofflor som har en ovandel i läder.

## Sverige
Träskor i Sverige tillverkas huvudsakligen i södra delen av landet, både som hemslöjd och i fabriker. Det var också där användningen var vanligast, särskilt i Skåne. I norra Sverige fanns ett motstånd mot träskor så sent som under 1800-talet.
En känd tillverkare av träskor finns i Vollsjö i Skåne, och skorna har efter orten fått märkesnamnet Vollsjötoffeln. I Karlskoga ligger Karlskoga Trätoffelfabrik, som har tillverkat träskor och trätofflor sedan 1921.

## Modeller
Den vanligaste modellen i Sverige är den med sula i trä och ovandel i läder. Äldre modeller är vanligen helt i trä. Träskor förekommer i många färger, och är ibland rikt bemålade med blommotiv. Den traditionella modellen, känd från Nederländerna, är helt i trä.